# 한태동 (1646년)
한태동(韓泰東, 1646년 ~ 1687년)은 조선 후기의 문신이다. 본관은 청주(淸州). 자는 노첨(魯瞻), 호는 시와(是窩)이다. 저서에 《시와유고(是窩遺稿)》가 있다.